# Lech Chrostek
Lech Czesław Chrostek – polski naukowiec, diagnosta laboratoryjny, profesor nauk medycznych.

## Życiorys
W 1985 ukończył analitykę medyczną na Akademii Medycznej w Białymstoku, gdzie w 1986 rozpoczął pracę. W 1990 pod kierunkiem prof. Macieja Szmitkowskiego obronił pracę doktorską "Aktywność dehydrogenazy akoholowej (ADH) surowicy krwi w różnych wartościach pH w przebiegu alkoholizmu" uzyskując stopień naukowy doktora nauk medycznych. W  2000 na podstawie osiągnięć naukowych i złożonej rozprawy "Nowe fluorogenne substraty w ocenie aktywności I i II klasy izoenzymów dehydrogenazy alkoholowej w surowicy krwi w chorobach wątroby" otrzymał stopień naukowy doktora habilitowanego. W 2007 uzyskał tytuł profesora nauk medycznych. Posiada specjalizację z diagnostyki laboratoryjnej.
W latach 2012–2016 prodziekan Wydziału Farmaceutycznego z Oddziałem Medycyny Laboratoryjnej Uniwersytetu Medycznego w Białymstoku. Wiceprzewodniczący białostockiego oddziału Polskiego Towarzystwa Diagnostyki Laboratoryjnej. Pełniący obowiązki kierownika Zakładu Diagnostyki Biochemicznej UMB.
Odznaczony Srebrnym Krzyżem Zasługi (2010).